# Wira Diateł
Wira Hryhoriwna Diateł, ukr. Віра Григорівна Дятел (ur. 3 marca 1984 w Czernihowie, Ukraińska SRR) – ukraińska piłkarka i futsalistka, grająca na pozycji pomocnika, wielokrotna reprezentantka Ukrainy.

## Kariera piłkarska

### Kariera klubowa
W 2000 rozpoczęła zawodową karierę klubową w seniorskiej drużynie Łehenda-SzWSM Czernihów. Potem występowała w klubach Gömrükçü Baku, Żytłobud-1 Charków, Zwiezda-2005 Perm, Zorki Krasnogorsk, Linköpings FC, Sporting Huelva i Żytłobud-2 Charków. Grała również w drużynach futsalowych takich jak Fortuna-Czeksył Czernihów, Interpłast Ługańsk, Budstar-NPU Kijów i Ilves FS Tampere.

### Kariera reprezentacyjna
28 listopada 2000 roku zadebiutowała w seniorskiej kadrze narodowej w meczu przeciwko Anglii. Uczestniczka Mistrzostw Europy w Piłce Nożnej Kobiet 2009.